# Hôtel Malaval
L’hôtel Malaval (ou hôtel Malaval-Laffont) est un hôtel particulier situé à Agde, dans le département de l'Hérault.

## Histoire
Cet hôtel particulier a été construit par Antoine Malaval, qui était premier Consul en 1692. Jean-Antoine Malaval, receveur du canal du Midi et directeur des vivres des armées du Roi en a ensuite hérité. L'hôtel reviendra par mariage à Guillaume Laffont, capitaine d'infanterie et chevalier de l'ordre de Saint-Louis.
Ce bâtiment fait l’objet d’une inscription au titre des monuments historiques depuis le 19 mars 1965.